# Debora (imię)
Debora, Dwora – imię żeńskie pochodzenia biblijnego. Imię to w języku hebrajskim znaczy „pszczoła".
Debora imieniny obchodzi: 24 kwietnia, 9 listopada.
Osoby noszące to imię:
- Debora – postać biblijna, prorokini, żona Lappidota.
- Debbie Harry – amerykańska piosenkarka, wokalistka zespołu Blondie.
- Debra Messing – aktorka amerykańska.
- Debora Vogel – pisarka polsko-żydowska.
- Debra Winger – aktorka amerykańska.